# Les Porteuses de fagots

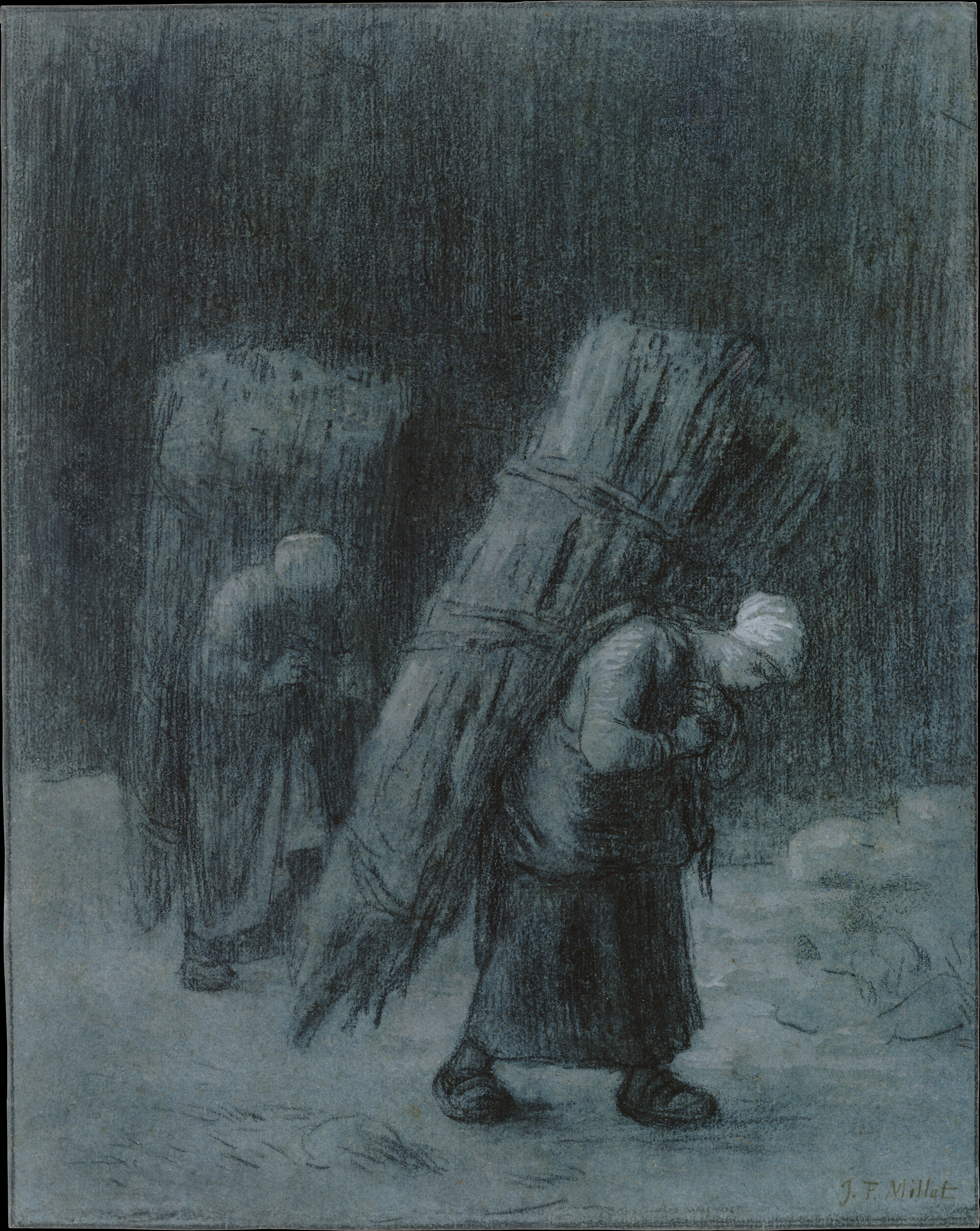
szkic

Les Porteuses de fagots (Chłopki z chrustem) – obraz olejny namalowany na płótnie, autorstwa francuskiego artysty Jean-François Milleta, stworzony około 1852 lub 1858 roku. Obraz znajduje się w kolekcji Muzeum Ermitażu w Petersburgu.

## Opis
Jest to jeden z wielu obrazów, na których Millet przedstawił surowe wiejskie życie francuskich chłopów. Obraz przedstawia dwie wieśniaczki wracające do domu o zmierzchu. Kobiety mają na sobie znoszone ubrania oraz drewniaki, idą leśną drogą, niosąc na plecach ogromne wiązki chrustu. Ich postawa, z nisko pochylonymi głowami i wygiętymi plecami, pokazuje duży ciężar, który niosą i ich siłę. Zastosowane ciemne kolory sprawiają, że postacie ludzkie zlewają się z otaczającą je naturą.

## Właściciele
Obraz został namalowany około 1852 roku i wkrótce został nabyty przez rosyjskiego hrabiego Nikołaja Kuszeliewa-Biezborodko. Po śmierci właściciela obraz, podobnie jak wszystkie dzieła z jego kolekcji, został zapisany w testamencie Muzeum Rosyjskiej Akademii Sztuk Pięknych i stał się częścią Galerii Kuszeliewa; w 1922 roku został przeniesiony do Państwowego Ermitażu w Sankt Petersburgu.

## Szkic
Znany jest rysunek przygotowawczy Milleta wykonany ołówkiem i gwaszem (34,3 × 27,6 cm); pochodzi z 1858 roku i jest w pełni rozwiniętym szkicem postaci dwóch wieśniaczek. Początkowo rysunek był częścią kolekcji Hendrika Willema Mesdaga. W marcu 1920 roku został sprzedany w Nowym Jorku niejakiemu Seamanowi, a następnie, po zmianie kilku właścicieli, od listopada 1962 roku znajdował się w kolekcji bankiera Roberta Lehmana. Po śmierci Lehmana w 1969 roku rysunek, wraz z większością jego kolekcji (około 3000 dzieł sztuki), został przekazany do Metropolitan Museum of Art.